# 김태준 (1988년)
김태준(1988년 1월 16일 ~ )은 대한민국의 배우이다.

## 학력
- 경희대학교 연극영화학과 학사

## 출연작

### 영화
- 《파묘》 (2024년) - 창민 역
- 《갓길로 달리는 코뿔소》 (2022년) - 재민 역
- 《애타게 찾던 그대》 (2021년) - 택배회사 직원 역
- 《관계의 가나다에 있는 우리는》 (2021년) - 공 PD 역
- 《아버지가방에들어가신다!》 (2019년)
- 《타짜: 원 아이드 잭》 (2019년) - 운전건달 역
- 《걸캅스》 (2019년) - 형사과 민원인 역
- 《내안의 그놈》 (2019년) - 사채업자덩치 1 역
- 《이브》 (2018년) - 공복남 역
- 《죄 많은 소녀》 (2018년) - 형사 2 역
- 《신과함께: 인과 연》 (2018년) - 해원맥수하 3 역
- 《독전》 (2018년) - 영배 역
- 《흥부》 (2018년) - 김태준 역
- 《신과함께: 죄와 벌》 (2018년) - 동료소방관 4 역
- 《심장 박동》 (2017년) - 한국 역
- 《갓길로 달리는 코뿔소》 (2017년) - 재민 역
- 《원라인》 (2017년) - 형사 2 역
- 《커튼콜》 (2016년) - 군졸 2 역
- 《밀정》 (2016년) - 역무원 역
- 《스무고개》 (2015년) - 남자 & 경찰 역
- 《조선마술사》 (2015년) - 환희단 장치팀 역
- 《영도》 (2015년) - 소년 죄수들 역
- 《암살》 (2015년) - 안경점 직원 역[3]
- 《소수의견》 (2015년) - 미결수 역
- 《레드 블라인드》 (2014년) - 북한 안전원 2 역
- 《마녀》 (2014년) - 택배남 역
- 《두근두근 내 인생》 (2014년) - 미라 오빠 역
- 《18: 우리들의 성장 느와르》 (2014년) - 영권 역
- 《좋은 친구들》 (2014년) - 과거구조경찰 역
- 《방황하는 칼날》 (2014년) - 서울형사 3 역
- 《미스터 고》 (2013년) - 심판 역
- 《Smart 외톨이》 (2012년)
- 《가문의 영광 5 - 가문의 귀환》 (2012년) - 정종 수하 6 역
- 《26년》 (2012년) - 수호파 덩치들 역
- 《청춘 그루브》 (2012년)
- 《마지막 휴가》 (2011년) - 오태섭 병장 역
- 《고독의 발명》 (2010년) - 영호 역
- 《밤이 너무 길어》 (2007년) - 깡패 2 역
- 《천하장사 마돈나》 (2006년) - 공연장 코러스 역

### 드라마
- 《지옥2》NETFLIX (2024)
- <타인은 지옥이다> (ocn, 2019년)
- 《크로스》 (tvN, 2018년)